# Bourse de Malte
La bourse de Malte (Borża ta' Malta en maltais, Malta Stock Exchange en anglais) est petite mais très active. Elle est située à La Valette, c’est la seule bourse de Malte. Elle commença ses activités en 1992.